# Rozkład na czynniki
Rozkład na czynniki, faktoryzacja – proces w kategorii obiektów wyposażonej w produkt, tj. iloczyn (rozumiany być może w szerokim sensie), który dla danego obiektu matematycznego {\displaystyle x} prowadzi do wskazania takich (pod)obiektów, których iloczyn jest równy {\displaystyle x.} Obiekty wynikowe nazywa się czynnikami lub dzielnikami (faktorami) obiektu {\displaystyle x.}
Zwykle wymaga się, by rozkład nie zawierał czynników, które mogą być z niego usunięte bez (istotnego) wpływu na wynik, tj. produkt mniejszej liczby obiektów da obiekt o tożsamej strukturze (lub nawet dokładnie ten sam obiekt). W szczególności unika się trywialnych rozwiązań postaci: obiekt i obiekt jednostkowy. Ważną cechą rozkładu na czynniki jest też jego jednoznaczność, która ma miejsce wtedy, gdy istnieje wyłącznie jeden rozkład obiektu (niezależny od użytej metody), zwykle z dodatkowymi wyłączeniami, np. kolejności czynników w rozkładzie w przypadku przemienności mnożenia.
Zazwyczaj rozkład na czynniki dotyczy liczb naturalnych lub szerzej całkowitych, ale może też dotyczyć wielomianów i innych funkcji.

## Liczby całkowite
Faktoryzacja liczby całkowitej {\displaystyle x} polega na znalezieniu takich liczb całkowitych {\displaystyle y_{1},y_{2},\dots ,y_{n},} że ich iloczyn jest równy danej liczbie: {\displaystyle x=y_{1}y_{2}\ldots y_{n}.} Domyślnie żąda się nietrywialności rozkładu: żaden z czynników {\displaystyle y_{i}} nie może być równy 1 lub {\displaystyle x.}

### Złożoność obliczeniowa
O ile mnożenie jest bardzo prostą czynnością, to nie są znane żadne szybkie (działające w czasie wielomianowym względem ilości cyfr rozkładanej liczby) metody faktoryzacji. Na złożoności obliczeniowej faktoryzacji opiera się system kryptografii asymetrycznej RSA.
Przykład: mając dwie liczby 65 537 i 65 539, można szybko je pomnożyć, uzyskując 4 295 229 443. Jednak rozłożenie 4 295 229 443 na czynniki jest trudne. Wszystkie znane algorytmy działają w czasie wykładniczym wobec długości rozkładanej liczby.

### Algorytmy faktoryzacji
Najprostsza metoda polega na próbie dzielenia faktoryzowanej liczby {\displaystyle n} przez wszystkie liczby pierwsze od 2 do {\displaystyle {\sqrt {n}}.} Algorytm ten dobrze nadaje się do tego, żeby zacząć faktoryzować liczbę – losowa liczba ma zarówno małe, jak i duże czynniki. Połowa liczb dzieli się przez 2, co trzecia przez 3, co piąta przez 5 itd. Jeśli więc faktoryzowana liczba jest losowa, można z bardzo dużym prawdopodobieństwem pozbyć się szybko niskich czynników, po czym skończyć faktoryzację innym algorytmem. W najgorszym przypadku ({\displaystyle n} jest iloczynem dwóch liczb pierwszych podobnej wielkości, jak w RSA) algorytm ten zajmie bardzo dużo czasu.
Niektóre algorytmy opierają się na znajdowaniu takiej pary liczb {\displaystyle x} i {\displaystyle y,} gdzie {\displaystyle (x\neq y\;(\operatorname {mod} n),} {\displaystyle x\neq -y\;(\operatorname {mod} n)),} że:
{\displaystyle x^{2}=y^{2}\;(\operatorname {mod} n)}
{\displaystyle x^{2}-y^{2}=0\;(\operatorname {mod} n)}
{\displaystyle (x-y)(x+y)=0\;(\operatorname {mod} n)}
Czyli albo {\displaystyle x=y\;(\operatorname {mod} n),} albo {\displaystyle x=-y\;(\operatorname {mod} n),} albo {\displaystyle n} ma wspólne dzielniki z {\displaystyle x-y} oraz {\displaystyle x+y,} a zatem sfaktoryzowaliśmy {\displaystyle n.}
Najprostszą metodą tego typu jest sprawdzanie dla losowych liczb {\displaystyle z} czy {\displaystyle z^{2}\;(\operatorname {mod} n)} jest kwadratem (zwykłym, nie modulo). Można szybko znaleźć faktoryzację niektórych liczb, ale ogólnie metoda ta nie jest dużo lepsza od prób dzielenia.
O wiele lepszym sposobem jest wybranie zestawu małych liczb pierwszych i próby faktoryzacji kwadratów {\displaystyle z^{2}} kolejnych losowanych {\displaystyle z} liczb, używając tylko tych liczb pierwszych – jeśli faktoryzacja się nie powiedzie należy odrzucić wylosowaną liczbę, jeśli się powiedzie trzeba zachować {\displaystyle z} i wykładniki:
{\displaystyle z^{2}=p_{0}^{\alpha _{0}}p_{1}^{\alpha _{1}}p_{2}^{\alpha _{2}}\ldots p_{k}^{\alpha _{k}},}
a właściwie ich parzystości. Jeśli wybierze się zbyt duży zestaw liczb pierwszych, zwiększy to niepotrzebnie ilość obliczeń, jeśli wybierze zbyt mały – odrzuci zbyt dużo liczb.
Po uzbieraniu wystarczająco wielu relacji tego typu wybiera się taki podzbiór {\displaystyle z,} że wszystkie potęgi po prawej stronie są parzyste (dlatego nie zachowuje się dokładnych wykładników, a jedynie ich parzystości). Nie trzeba sprawdzać wszystkich możliwych zestawów – znalezienie właściwego jest relatywnie prostym problemem równoważnym odwracaniu macierzy.
Otrzymuje się wtedy:
{\displaystyle x^{2}=y^{2}\;(\operatorname {mod} n),}
gdzie {\displaystyle x} to iloczyn odpowiednich {\displaystyle z,} a {\displaystyle y} to iloczyn odpowiednich {\displaystyle p_{i}} w potędze będącej połową sumy potęg dla {\displaystyle z} znajdujących się po lewej stronie. Z prawdopodobieństwem 50% (dla {\displaystyle n} będącego iloczynem 2 liczb) lub większym (dla {\displaystyle n} mającego więcej czynników) liczby te są nietrywialną taką parą {\displaystyle (x\neq y\;(\operatorname {mod} n),} {\displaystyle x\neq -y\;(\operatorname {mod} n)).} Jeśli tak nie jest, można próbować znaleźć inny zestaw liczb {\displaystyle z^{2},} których iloczyn ma parzyste wykładniki.
Większość zaawansowanych algorytmów rozkładu na czynniki pierwsze polega na znajdowaniu liczb o dobrych rozkładach w znacznie krótszym czasie.

## Wielomiany
Faktoryzacja wielomianu to znalezienie takich wielomianów, że ich iloczyn jest równy danemu. W tym wypadku rozwiązanie nietrywialne nie może zawierać wielomianu o tym samym stopniu, co wielomian faktoryzowany. Zgodnie z zasadniczym twierdzeniem algebry dowolny wielomian o stopniu {\displaystyle n} nad ciałem liczb zespolonych można rozłożyć na iloczyn {\displaystyle n} wielomianów 1. stopnia.